# Serhij Leschtschenko

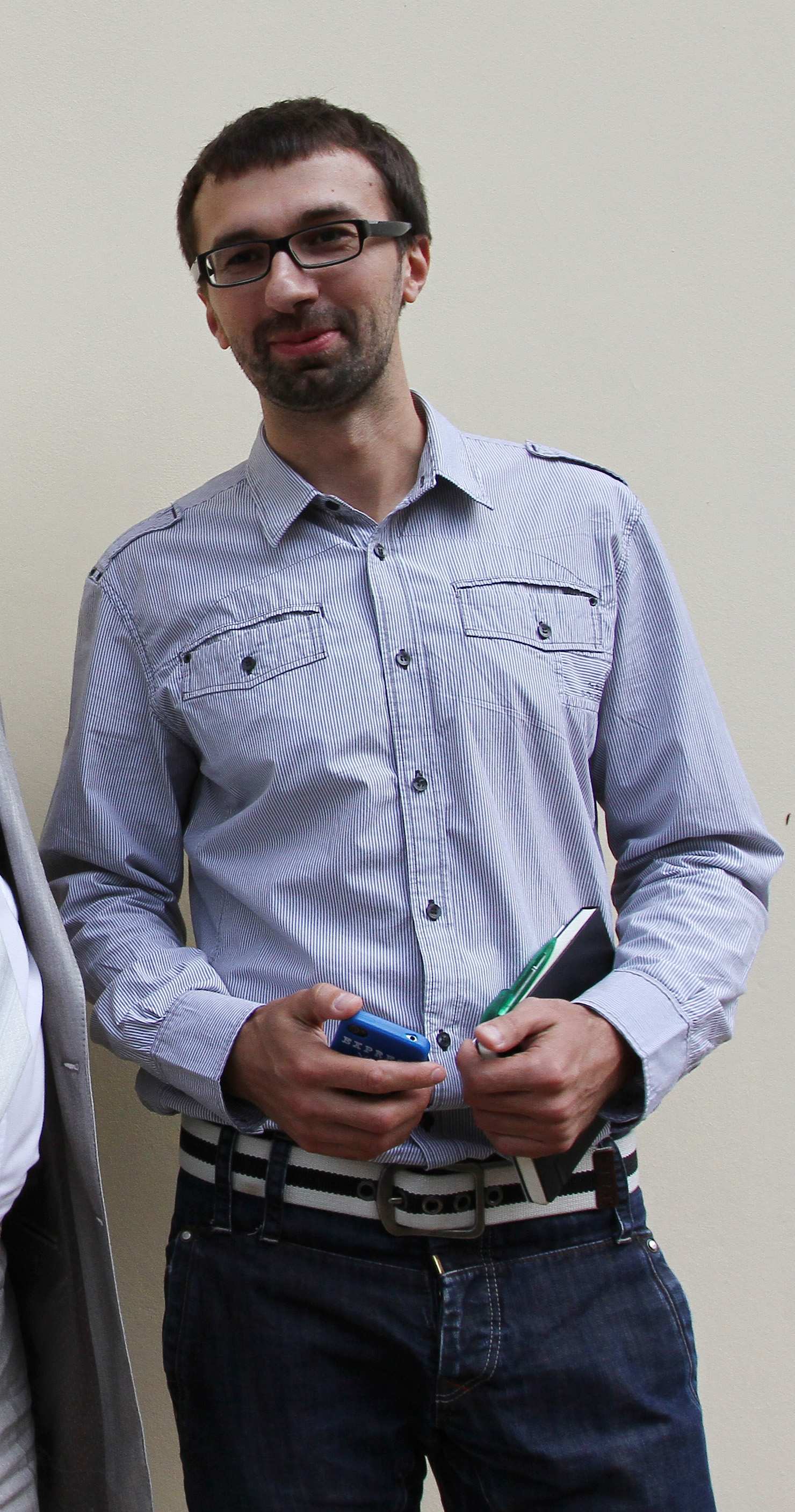
Serhij Leschtschenko (2011)

Serhij Anatolijowytsch Leschtschenko (ukrainisch Сергій Анатолійович Лещенко; * 30. August 1980 in Kiew, Ukrainische SSR) ist ein Journalist und ukrainischer Politiker (Block Petro Poroschenko) und seit 27. November 2014 Abgeordneter der Werchowna Rada. 2015 war er Lehrbeauftragter an der Ukrainischen Katholischen Universität (UCU) im Fachbereich Journalismus.

## Ausbildung und journalistische Tätigkeiten
Serhij Leschtschenko absolvierte ein Hochschulstudium am Institut für Journalismus an der Nationalen Taras-Schewtschenko-Universität Kiew. Seine journalistische Arbeit begann er 2000 zunächst als Reporter in Nachrichtensendungen beim ukrainischen Fernsehsender Novyi Kanal (gehört heute zur StarLightMedia-Gruppe von Wiktor Pintschuk) und wurde zusätzlich Korrespondent der 2000 gegründeten ukrainische Online-Zeitung Ukrajinska Prawda. Im März 2001 wurde er bei Novyi Kanal in den Ruhestand versetzt. 2002 nahm er bei Ukrajinska Prawda die Position als stellvertretender Chefredakteur an. Bekannt wurde er für seinen investigativen Journalismus, den er zum Teil mit Mustafa Najem durchgeführte. Leschtschenko schrieb auch für Opendemocracy.net.
2012 absolvierte er ein Praktikum über ein Stipendium in Großbritannien, er wurde Fellow vom John Smith-Memorial Trust.

## Politische Arbeit und Abgeordneter der Werchowna Rada
Es gehörte zu einer Gruppe von 28 Maidan-Aktivisten die bei der Parlamentswahl in der Ukraine am 26. Oktober 2014 zur Wahl standen. Über den Listenplatz 19 der Partei Block Petro Poroschenko wurde er zusammen mit seinem Kollegen Mustafa Najem (Listenplatz 20) zum Abgeordneten der Werchowna Rada am 27. November 2014 vereidigt. Dort hat Leschtschenko unter anderem den Vorsitz des Unterausschusses für „Internationale Zusammenarbeit und Umsetzung der Antikorruptionsgesetze der Werchowna Rada zur Prävention und Bekämpfung der Korruption in der Ukraine“.
Zum internationalen Tag der Pressefreiheit am 3. Mai 2014 wurde er von Reporter ohne Grenzen mit „Helden der Informationsfreiheit“ Preis gewürdigt.
Im März 2015 kritisierte Leschtschenko die Arbeit der Agentur zur Modernisierung der Ukraine mit den Worten: „Aus meiner Sicht ist das von Firtaschs Seite einfach der Versuch, seine Reputation wiederherzustellen und künstlich Grundlagen für eine Diskussion zu schaffen, dass er nicht dem FBI übergeben werden soll, sondern als besonders wertvoller Beamter in die Ukraine zurückkehren sollte.“
Im Präsidentschaftswahlkampf 2019 unterstützte er Wolodymyr Selenskyj als Berater.

## Aufsichtsrat von Ukrsalisnyzja
Am 18. Dezember 2019 ernannte das Kabinett Hontscharuk Leshchenko zum Mitglied des Aufsichtsrats der ukrainischen Eisenbahngesellschaft Ukrsalisnyzja. Das Kabinett Schmyhal verlängerte diesen Vertrag nicht und am 22. September 2021 verließ Leschtschenko den Aufsichtsrat. Leschtschenko wurde am 29. Dezember 2021 wieder in den Aufsichtsrat berufen.

## Auszeichnungen
- 2013 setzt ihn das Nachrichtenmagazin Korrespondent auf Platz 55 in der Liste der einflussreichsten Menschen in der Ukraine.[11]
- 2013: Gerd Bucerius-Förderpreis Freie Presse Osteuropas[12]